# Федотов, Виталий Анатольевич
Вита́лий Анато́льевич Федо́тов (род. 5 марта 1957) — советский туркменский легкоатлет, специалист по бегу на короткие дистанции. Выступал на всесоюзном уровне в конце 1970-х — начале 1980-х годов, чемпион Всемирной Универсиады, призёр Кубка Европы, победитель первенств всесоюзного и республиканского значения, действующий рекордсмен Туркменистана в беге на 400 метров и эстафете 4 × 400 метров. Представлял Чарджоу и спортивное общество «Захмет».

## Биография
Виталий Федотов родился 5 марта 1957 года. Занимался лёгкой атлетикой в городе Чарджоу, выступал за Туркменскую ССР и добровольное спортивное общество «Захмет» (Труд).
Впервые заявил о себе на всесоюзном уровне в сезоне 1979 года, когда выступил в эстафете 4 × 400 метров на чемпионате страны в рамках VII летней Спартакиады народов СССР в Москве — вместе с партнёрами по туркменской команде показал результат 3:09.9, который до сих пор остаётся национальным рекордом Туркменистана в данной дисциплине.
В 1980 году в беге на 400 метров выиграл бронзовую медаль на чемпионате СССР в Донецке.
В 1981 году в 300-метровой дисциплине стал серебряным призёром на зимнем чемпионате СССР в Минске. Будучи студентом, представлял Советский Союз на Всемирной Универсиаде в Бухаресте — в индивидуальном беге на 400 метров дошёл до стадии полуфиналов, тогда как в программе эстафеты 4 × 400 метров вместе с соотечественниками Александром Золотарёвым, Виктором Бураковым и Виктором Маркиным завоевал золото. Помимо этого, на дистанции 400 метров взял бронзу и серебро на всесоюзных стартах в Москве и Киеве соответственно, во втором случае установил ныне действующий рекорд Туркмении — 45,86. Успешно выступил на международных стартах в Риети и Болонье, принимал участие в Кубке Европы в Загребе и Кубке мира в Риме, где в эстафете 4 × 400 метров занял второе и четвёртое места соответственно.